# Manchester United FC Tartalék csapat és Akadémia
A Manchester United FC U21 a Manchester United legmagasabb szintű utánpótláscsapata és korábbi tartalékcsapata. A Premier League 2-ben játszanak, a professzionális fejlesztési liga első osztályában. Az U23 lényegében a felnőtt csapat tartalékegyüttese, de csak három huszonhárom évnél idősebb játékos játszhat meccsenként.
A Premier League Tartalék bajnokságot ötször nyerték meg (2002, 2005, 2006, 2010 és 2012), majd az U21-es professzionális fejlesztési ligát első szezonjában, majd 2015-ben és 2016-ban. 2019 óta szerepelnek az EFL Trophy sorozatban is.
A csapat jelenlegi menedzsere Travis Binnion, aki Mark Dempsey vezetőedzőtől vette át az irányítást, 2023-ban. Ricky Sbragia 2017 és 2019 között volt menedzser, illetve korábban 2002 és 2005 között. Ő Nicky Buttól vette át az egyesületet, aki maga is United-nevelés volt, az 1990-es években. Warren Joyce 2010 és 2016 között volt a csapat edzője, Ole Gunnar Solskjær után.
2008 és 2013 között a csapat a Moss Lane-en, az Altrincham FC stadionjában játszotta hazai mérkőzéseit, mielőtt a 2013–2014-es szezont a Salford City Stadionban töltötték volna. Az azt követő szezon óta a csapat a Leigh Sports Village-ben játssza hazai mérkőzéseit, évente legalább három meccs kivételével, amelyeket a Premier League szabályzatai alapján az Old Traffordon kell játszani.
A Unitednak van U18-as csapata is, amely hazai mérkőzéseit a Trafford Training Centre-ben játssza, Carringtonban.

## U21-es csapat

### Jelenlegi keret
Frissítve: 2025. február 14-től
| #  |     | Poszt | Név                      |
| -- | --- | ----- | ------------------------ |
| 40 | CZE | K     | Radek Vítek              |
| 42 | MLI | KP    | Sékou Koné               |
| 44 | ENG | KP    | Dan Gore                 |
| 45 | NIR | K     | Dermot Mee               |
| 47 | ENG | KP    | Tommy Rowe (játékosedző) |
| 48 | POL | K     | Hubert Graczyk           |
| 49 | ENG | CS    | Ethan Ennis              |
| 50 | ENG | K     | Elyh Harrison            |
| 52 | ENG | CS    | Joe Hugill               |
| 53 | ENG | KP    | Sam Mather               |
| 54 | SCO | V     | Louis Jackson            |
| 60 | ENG | V     | Sonny Aljofree           |
| 61 | ENG | V     | Sam Murray               |

| #  |     | Poszt | Név               |
| -- | --- | ----- | ----------------- |
| 62 | ENG | K     | Tom Wooster       |
| 64 | ENG | KP    | Jack Moorhouse    |
| 66 | ENG | V     | Habeeb Ogunneye   |
| 66 | ENG | V     | Rhys Bennett      |
| 67 | ENG | V     | James Nolan       |
| 68 | SCO | V     | Jack Kingdon      |
| 70 | ENG | KP    | Finley McAllister |
| 73 | ENG | CS    | Ethan Williams    |
| 74 | SCO | CS    | Malachi Sharpe    |
| 76 | ENG | CS    | Ashton Missin     |
| 65 | ENG | K     | Tom Myles         |
| 80 | ENG | V     | Tyler Fredricson  |

### Vezetőedzők
- Jimmy Murphy (1946–1964)
- Wilf McGuinness (1964–1969)
- John Aston Sr. (1969–1970)
- Wilf McGuinness (1970–1971)
- Bill Foulkes (1971–1974)
- Jack Crompton (1974–1981)
- Brian Whitehouse (1981–1991)
- Pop Robson és  Jimmy Ryan (1991–1995)
- Jimmy Ryan (1995–2000)
- Mike Phelan (2000–2001)
- Brian McClair (2001–2002)
- Mike Phelan (2002)
- Ricky Sbragia (2002–2005)
- Brian McClair (2004–2005)
- René Meulensteen (2005–2006)
- Brian McClair (2006–2008)
- Ole Gunnar Solskjær és  Warren Joyce (2008–2011)[3][4]
- Warren Joyce (2011–2016)[5]
- Nicky Butt (interim; 2016–2017)[6]
- Ricky Sbragia (2017–2019)[7]
- Neil Wood (2019–2022)[8]
- Mark Dempsey (2022–2023)
- Travis Binnion (2023–napjainkig)

### Sikerek
- Premier League 2/Professzionális Fejlesztési Liga 1: 3
  - 2012–2013, 2014–2015, 2015–2016
- Premier League Tartalék Észak: 5
  - 2002, 2005, 2006, 2010, 2012
- Premier League Tartalék Nemzeti rájátszás: 4
  - 2005, 2006, 2010, 2012
- Központi Liga Észak: 9
  - 1913, 1921, 1939, 1947, 1956, 1960, 1994, 1996, 1997
- Központi Liga 1. osztály, Nyugat: 1
  - 2005
- Központi ligakupa: 1
  - 2005
- Manchester Senior-Kupa: 27
  - 1908, 1910, 1912, 1913, 1920, 1924, 1926, 1931, 1934, 1936, 1937, 1939, 1948, 1955, 1957, 1959, 1964, 1999, 2000, 2001, 2004, 2006, 2008, 2009, 2011, 2012, 2013, 2014
- Lancashire Senior-Kupa: 15
  - 1898, 1913, 1914, 1920 (megosztva), 1929, 1938, 1941, 1943, 1946, 1951, 1969, 2008, 2009, 2012, 2013

## Akadémia
A United Akadémia 1998-ban került megalapításra, az angol utánpótlásfoci újraszervezését követően, de korábban Manchester United Junior Athletic Club néven is létezett, az 1930-as években. A United felnőtt csapatában öt legtöbbször pályára lépő játékos mind játszott az akadémián, Ryan Giggs, Bobby Charlton, Bill Foulkes, Paul Scholes és Gary Neville, illetve a Fergie Fiókái néven ismert tehetségek is. Az akadémia jelenleg az Aon Training Complex-ben található, Carringtonban.
A Manchester United utánpótláscsapata a legsikeresebb angol akadémia, kilenc játékosát is beiktatták az Angol Labdarúgó Hírességek Csarnokába (Duncan Edwards, Sir Bobby Charlton, George Best, Nobby Stiles, Mark Hughes, Paul Scholes, David Beckham és Johnny Giles). Tizennégyszer szerepelt a csapat az utánpótlás FA-Kupa döntőjében, amelyet tízszer megnyert.

### Jelenlegi játékosok listája
Frissítve: 2024. szeptember
| Nemz.       | Játékos              | Születési dátum                | Pozíció     | Válogatottság | Előző csapat    |
| Másodévesek | Másodévesek          | Másodévesek                    | Másodévesek | Másodévesek   | Másodévesek     |
| ----------- | -------------------- | ------------------------------ | ----------- | ------------- | --------------- |
| NIR         | William Murdock      | 2007. május 26. (18 éves)      | K           | U17           | —               |
| ENG · GRN   | Reece Munro          | 2006. december 16. (18 éves)   | V           | —             | —               |
| ENG · SLE   | Jaydan Kamason       | 2006. december 8. (18 éves)    | V           | U16           | —               |
| SCO · ENG   | Tyler Fletcher       | 2007. március 19. (18 éves)    | KP          | U17           | Manchester City |
| GIB         | James Scanlon        | 2006. szeptember 28. (18 éves) | KP          | Felnőtt       | Derby County    |
| UKR · ENG   | Zach Baumann         | 2007. január 2. (18 éves)      | KP          | U19           | —               |
| SCO · ENG   | Jack Fletcher        | 2007. március 19. (18 éves)    | KP          | U17           | Manchester City |
| ENG         | Jacob Devaney        | 2007. június 11. (18 éves)     | KP          | —             | —               |
| ENG         | Jayce Fitzgerald     | 2007. május 9. (18 éves)       | KP          | U17           | —               |
| ENG · GUI   | Sekou Kaba           | 2007. március 28. (18 éves)    | CS          | —             | Derby County    |
| ENG · IRL   | Shea Lacey           | 2007. április 14. (18 éves)    | CS          | U17           | —               |
| ENG · ESP   | Victor Musa          | 2006. szeptember 5. (18 éves)  | CS          | U16           | —               |
| WAL         | Gabriele Biancheri   | 2006. szeptember 18. (18 éves) | CS          | U19           | Cardiff City    |
| Elsőévesek  |                      |                                |             |               |                 |
| ENG · WAL   | Cameron Byrne-Hughes | 2007. november 2. (17 éves)    | K           | —             | —               |
| ENG         | Frederick Heath      | 2007. szeptember 25. (17 éves) | K           | —             | —               |
| ENG · SCO   | Daniel Armer         | 2007. november 13. (17 éves)   | V           | —             | —               |
| ENG         | Albert Mills         | 2008. február 28. (17 éves)    | V           | —             | —               |
| ENG         | Dante Plunkett       | 2007. október 9. (17 éves)     | V           | —             | Aston Villa     |
| ENG · COD   | Godwill Kukonki      | 2008. február 6. (17 éves)     | V           | —             | —               |
| ENG         | Jim Thwaites         | 2007. december 20. (17 éves)   | KP          | —             | —               |
| ENG         | James Bailey         | 2007. december 29. (17 éves)   | KP          | —             | —               |
| ENG · RUS   | Amir Ibragimov       | 2008. április 2. (17 éves)     | KP          | —             | —               |
| ENG · ANG   | Bendito Mantato      | 2008. január 25. (17 éves)     | CS          | U15           | —               |

### Sikerek
- U18 Premier League – Országos: 2
  - 2012–2013, 2023–2024
- U18 Premier League – Észak: 2
  - 2017–2018, 2023–2024
- U18 Premier League-Kupa: 1
  - 2023–2024
- Akadémiai Premier League U18 (Csoport): 3
  - 1998–1999, 2000–2001, 2009–2010
- FA Youth Cup: 11
  - 1953, 1954, 1955, 1956, 1957, 1964, 1992, 1995, 2003, 2011, 2022
- Blue Stars/FIFA Youth Cup: 18
  - 1954, 1957, 1959, 1960, 1961, 1962, 1965, 1966, 1968, 1969, 1975, 1976, 1978, 1979, 1981, 1982, 2004, 2005
- Champions Youth Cup: 1
  - 2007
- Milk Cup: 6
  - 1991, 2003, 2008, 2009, 2013, 2014
- Lancashire Első osztály: 12
  - 1954–1955, 1983–1984, 1984–1985, 1986–1987, 1987–1988, 1989–1990, 1990–1991, 1992–1993, 1994–1995, 1995–1996, 1996–1997, 1997–1998
- Lancashire Másodosztály: 5
  - 1964–1965, 1969–1970, 1971–1972, 1988–1989, 1996–1997
- Lancashire Első osztály kupa: 4
  - 1954–1955, 1955–1956, 1959–1960, 1963–1964
- Lancashire Másodosztály kupa: 10
  - 1955–1956, 1956–1957, 1959–1960, 1961–1962, 1963–1964, 1964–1965, 1965–1966, 1969–1970, 1971–1972, 1976–1977

## Stáb
| Szerep                                             | Név                   |
| -------------------------------------------------- | --------------------- |
| Akadémia igazgatója                                | Nick Cox              |
| Az akadémia vezetőedzője                           | Mark Dempsey          |
| Játékosfejlesztési és edzési igazgató (U19–U23)    | Travis Binnion        |
| Vezetőedző (U21)                                   | Travis Binnion        |
| Másodedző/Játékos (U21)                            | Tom Huddlestone       |
| Profi fejlesztési edzők                            | David Hughes          |
| Profi fejlesztési edzők                            | Colin Little          |
| Akadémia fő kapusedzője (U21)                      | Tommy Lee             |
| Akadémia kapusedzője                               | Christopher Backhouse |
| Teljesítmény-elemző (U21)                          | Curtis Quinn          |
| Játékosfejlesztési igazgató (U13–U16)              | Adam Lawrence         |
| Vezetőedző (U18)                                   | Adam Lawrence         |
| Kapusedző (U18)                                    | Kevin Wolfe           |
| Akadémiai teljesítmény igazgatója                  | Matt Walker           |
| Játékosfejlesztési atlétikai edző                  | Luke Lawrence         |
| Vezetőedző (U16)                                   | Martin Drury          |
| Vezetőedző (U15)                                   | Paul McShane          |
| Akadémiai tanácsadó                                | Eamon Mulvey          |
| Vezetőedző (U13)                                   | Hasney Aljofree       |
| Vezetőedző (U12)                                   | Lee Unsworth          |
| Fiatal játékosfejlesztési atlétikai edző (U12–U16) | Alex Ouzounoglou      |

## Válogatott játékosok
Az alábbi listán olyan játékosok szerepelnek, akik az U16–U18-as keretekben szerepeltek és képviselték országukat nemzetközi szinten. A jelenleg is a Uniteddal szerződésben lévő játékosok félkövérrel kiemelve.
- Stan Ackerley
- Adnán Ahmed
- Arthur Albiston
- Amad
- John Aston, Sr.
- Ray Baartz
- Phil Bardsley
- David Beckham
- Mylan Benjamin
- Di’Shon Bernard
- George Best
- Clayton Blackmore
- Jackie Blanchflower
- Mark Bosnich
- Robbie Brady
- Evandro Brandão
- Febian Brandy
- Shay Brennan
- Ben Brereton
- Ronnie Briggs
- Wes Brown
- Alex Bruce
- Francis Burns
- Nicky Butt
- Roger Byrne
- Fraizer Campbell
- Johnny Carey
- Joe Carolan
- Craig Cathcart
- Bobby Charlton
- James Chester
- Tom Cleverley
- Kenny Cooper
- Hugh Curran
- Mats Møller Dæhli
- Alan Davies
- Simon Davies
- Ritchie de Laet
- Oliver Denham
- Danny Drinkwater
- Eamon Dunphy
- Mike Duxbury
- Duncan Edwards
- Magnus Wolff Eikrem
- Szadík el-Fitúri
- Anthony Elanga
- Corry Evans
- Jonny Evans
- Fábio
- Darren Fletcher
- Bill Foulkes
- Timothy Fosu-Mensah
- Ethan Galbraith
- Alejandro Garnacho
- Darron Gibson
- Ryan Giggs
- Johnny Giles
- Keith Gillespie
- Don Givens
- Shaun Goater
- Pierluigi Gollini
- Angel Gomes
- Arthur Gómez
- Johnny Gorman
- Kenji Gorré
- Brian Greenhoff
- Mason Greenwood
- Raheem Hanley
- David Healy
- Tom Heaton
- Dean Henderson
- Jackie Hennessy
- Ángelo Henríquez
- Danny Higginbotham
- Mark Hughes
- Phil Hughes
- Nicholas Ioannou[17]
- Zidane Ikbál
- Saidy Janko
- Adnan Januzaj
- David Johnson
- Sam Johnstone
- Michael Keane
- Will Keane
- Otis Khan
- Brian Kidd
- Joshua King
- Jovan Kirovski
- Tom Lawrence
- Dylan Levitt
- Jesse Lingard
- Shaun Lowther
- Jon Macken
- Souleymane Mamam
- Kobbie Mainoo
- David McCreery
- Luke McCullough
- Wilf McGuinness
- Sammy McIlroy
- Alan McLoughlin
- Sammy McMillan
- Paddy McNair
- Paul McShane
- Scott McTominay
- Hannibal
- Jackie Mooney
- Kalam Mooniaruck
- Johnny Morris
- Ravel Morrison
- Philip Mulryne
- Colin Murdock
- Daniel Nardiello
- Gary Neville
- Phil Neville
- Jimmy Nicholl
- Jimmy Nicholson
- Oliver Norwood
- Lee O’Connor
- Kieran O’Hara
- John O’Shea
- Peter O'Sullivan
- Matthew Olosunde
- Maxi Oyedele
- Stan Pearson
- David Pegg
- Facundo Pellistri
- Andreas Pereira
- Anthony Pilkington
- Gerard Piqué
- David Platt
- Paul Pogba
- Regan Poole
- Marcus Rashford
- Kieran Richardson
- Jimmy Rimmer
- Jonny Rödlund
- Giuseppe Rossi
- Mike Rowbotham
- David Sadler
- Charlie Savage
- Robbie Savage
- James Scanlon
- Paul Scholes
- Jackie Scott
- Ryan Shawcross
- Paul Sixsmith
- Paddy Sloan
- Jonathan Spector
- Michael Stewart
- Nobby Stiles
- Jordan Thompson
- John Thorrington
- Tsze Sean
- Guillermo Varela
- Dennis Viollet
- Danny Welbeck
- Billy Whelan
- Norman Whiteside
- Matty Willock
- Marc Wilson
- Jamie Wood
- Ron-Robert Zieler

## Az év játékosa
1990 előtt egyetlen díjat adtak a szezon legjobb utánpótlás játékosának. 1982 és 1985 között Az év fiatal játékosa volt a díj neve, majd az azt követő négy évben Denzil Haroun Az év fiatal játékosa.
1990 óta az Akadémiában és a Tartalékok között két különböző díjat adnak át. Az akadémiai díjat az 1989-ben elhunyt Jimmy Murphyről nevezték el (Jimmy Murphy-díj), aki Sir Matt Busby másodedzője volt, míg a tartalék csapat díja a mai napig Denzil Haroun nevét viseli.
| Szezon    | A rajongói klub év fiatal játékosa |
| --------- | ---------------------------------- |
| 1982–1983 | Norman Whiteside                   |
| 1983–1984 | Mark Hughes                        |
| 1984–1985 | Mark Hughes                        |

| Szezon    | Denzil Haroun Az év fiatal játékosa |
| --------- | ----------------------------------- |
| 1985–1986 | Simon Ratcliffe                     |
| 1986–1987 | Gary Walsh                          |
| 1987–1988 | Lee Martin                          |
| 1988–1989 | Mark Robins                         |

| Szezon    | Jimmy Murphy-díj   | Denzil Haroun Az év tartalék játékosa |
| --------- | ------------------ | ------------------------------------- |
| 1989–1990 | Lee Martin         | Mark Robins                           |
| 1990–1991 | Ryan Giggs         | Jason Lydiate                         |
| 1991–1992 | Ryan Giggs         | Brian Carey                           |
| 1992–1993 | Paul Scholes       | Colin McKee                           |
| 1993–1994 | Phil Neville       | Nicky Butt                            |
| 1994–1995 | Terry Cooke        | Kevin Pilkington                      |
| 1995–1996 | Ronnie Wallwork    | Michael Appleton                      |
| 1996–1997 | John Curtis        | Michael Clegg                         |
| 1997–1998 | Wes Brown          | Michael Twiss                         |
| 1998–1999 | Wes Brown          | Mark Wilson                           |
| 1999–2000 | Bojan Đorđić       | Jonathan Greening                     |
| 2000–2001 | Alan Tate          | Michael Stewart                       |
| 2001–2002 | Paul Tierney       | John O’Shea                           |
| 2002–2003 | Ben Collett        | Darren Fletcher                       |
| 2003–2004 | Jonathan Spector   | David Jones                           |
| 2004–2005 | Giuseppe Rossi     | Sylvan Ebanks-Blake                   |
| 2005–2006 | Darron Gibson      | Giuseppe Rossi                        |
| 2006–2007 | Craig Cathcart     | Kieran Lee                            |
| 2007–2008 | Danny Welbeck      | Richard Eckersley                     |
| 2008–2009 | Federico Macheda   | James Chester                         |
| 2009–2010 | Will Keane         | Ritchie de Laet                       |
| 2010–2011 | Ryan Tunnicliffe   | Oliver Gill                           |
| 2011–2012 | Mats Møller Dæhli  | Michael Keane                         |
| 2012–2013 | Ben Pearson        | Adnan Januzaj                         |
| 2013–2014 | James Wilson       | Saidy Janko                           |
| 2014–2015 | Axel Tuanzebe      | Andreas Pereira                       |
| 2015–2016 | Marcus Rashford    | Cameron Borthwick-Jackson             |
| 2016–2017 | Angel Gomes        | Axel Tuanzebe                         |
| 2017–2018 | Tahith Chong       | Demetri Mitchell                      |
| 2018–2019 | Mason Greenwood    | Tahith Chong                          |
| 2019–2020 | Anthony Elanga     | James Garner                          |
| 2020–2021 | Shola Shoretire    | Hannibal Medzsbrí                     |
| 2021–2022 | Alejandro Garnacho | Álvaro Carreras                       |
| 2022–2023 | Kobbie Mainoo      | Dan Gore                              |
| 2023–2024 | Ethan Wheatley     | Elyh Harrison                         |
| 2024–2025 | Harry Amass        | Tyler Fredricson                      |